# Hormetica apolinari
Hormetica apolinari är en kackerlacksart som beskrevs av Morgan Hebard 1919. Hormetica apolinari ingår i släktet Hormetica och familjen jättekackerlackor.
Artens utbredningsområde är Colombia. Inga underarter finns listade i Catalogue of Life.